# 존 쉘튼
존 쉘튼(John Shelton, 1915년 5월 18일 ~ 1972년 5월 17일)은 미국의 영화배우이다. 그는 1936년부터 1952년까지 30편이 넘는 영화에 출연했다.
로스앤젤레스에서 태어났으며 콜롬보에서 사망하였다.

## 생애
쉘튼은 에른스트 에드워드 프라이스의 아들이자 창조론자 조지 맥크리디 프라이스의 손자였다. 그는 아들 중 한 명을 "모든 것의 균형"을 위해 다윈(Darwin)이라고 이름을 붙였다.
5번 결혼했다.

## 사망
스리랑카 감옥에서 의문의 죽음을 맞이했다.

## 영화
- 엉터리 무용전 (1942년) - 토미 화이트 역